# Звягіно (Ростиловське сільське поселення)
Звя́гіно (рос. Звягино) — присілок у складі Грязовецького району Вологодської області, Росія. Входить до складу Ростиловського сільського поселення.

## Населення
Населення — 3 особи (2010; 1 у 2002).
Національний склад (станом на 2002 рік):
- росіяни — 100 %